# 1108 Demeter
Demeter (asteróide 1108) é um asteróide da cintura principal com um diâmetro de 25,61 quilómetros, a 1,8036689 UA. Possui uma excentricidade de 0,2568504 e um período orbital de 1 381,04 dias (3,78 anos).
Demeter tem uma velocidade orbital média de 19,11844102 km/s e uma inclinação de 24,93694º.
Esse asteróide foi descoberto em 31 de Maio de 1929 por Karl Reinmuth.
Este asteroide recebeu este nome em homenagem à deusa Deméter da mitologia grega.